# Ніклас Штірлін
Ніклас Штірлін (нім. Niclas Stierlin, нар. 22 січня 2000, Мангайм) — німецький футболіст, півзахисник «РБ Лейпциг».

## Клубна кар'єра
Вихованець «Кайзерслаутерна», з якого 2017 року перейшов у «РБ Лейпциг». 26 липня 2018 року дебютував за лейпцизьку команду, вийшовши на заміну на 85-й хвилині замість Бруми у матчі другого кваліфікаційного раунду Ліги Європи УЄФА проти шведського клубу «Геккена» (4:0).